# Final da Taça dos Clubes Campeões Europeus de 1974-75
A Final da Taça dos Clubes Campeões Europeus de 1974-75 foi um jogo de futebol entre o Bayern de Munique da Alemanha e o Leeds United da Inglaterra, em 28 de maio de 1975, no Parc des Princes, em Paris. O Bayern de Munique apareceu em sua segunda final; eles ganharam a competição na temporada anterior, batendo o time espanhol Atlético de Madrid por 4-0. Já o Leeds estava aparecendo em sua primeira final.
Como campeões, o Bayern de Munique recebeu uma folga na primeira rodada, enquantoo  Leeds avançou por quatro rodadas para chegar à final. Os jogos do Bayern foram contra o time soviético Ararat Erevan por 2-1 no total nas quartas-de-final e venceu a semifinal contra o francês Saint-Étienne por 2-0 no total. 
O Leeds venceram a equipe húngara Újpest por 5-1 no total na segunda rodada e derrotaram o Barcelona da Espanha por 3-2 no total nas semifinais.
Na final, o Bayern de Munique entrou como favorito, porque eles eram os atuais campeões. O jogo foi assistido por uma multidão de 48.374 pessoas, o Leeds começou o jogo melhor e teve dois pedidos de pênaltis não marcados pelo árbitro Michel Kitabdjian. O Bayern sofreu duas lesões no primeiro tempo: o defensor Björn Andersson e o atacante Uli Hoeneß, por causa das faltas duras feitas pelos jogadores de Leeds. Um gol de Peter Lorimer para o Leeds no minuto 62 foi anulado, quando Billy Bremner foi considerado impedido. 
Franz Roth marcou no minuto 71 para o Bayern e Gerd Müller prolongou a liderança dez minutos depois e garantiu uma vitória por 2-0 do Bayern. 
Foi a segunda vitória consecutiva do Bayern na competição. Os problemas que os torcedores do Leeds causaram durante o jogo levaram a UEFA a proibir que o clube participasse de competições européias por quatro anos, embora isso tenha sido reduzido para dois anos depois de um apelo. 

## Antes
O Bayern de Munique contava com muitos grandes jogadores, como Franz Beckenbauer, Gerd Müller e Uli Hoeneß, que se destacaram na Copa do Mundo de 1974, e era considerados favoritos nessa final. Na temporada 1974-75 da Bundesliga, o Bayern teve uma queda após vencer os três campeonatos alemães anteriores. Isso foi causado por déficits motivacionais, especialmente porque seis dos jogadores do Bayern também ganharam a Liga dos Campeões de 1972 e a Copa do Mundo de 1974.
O Bayern tornou-se o pior vencedor da Liga dos Campeões até então, terminando apenas em 10º lugar na Bundesliga, somente o Aston Villa faria pior, terminando em 11º lugar na Primeira Divisão.
O Leeds United foi apenas o segundo clube inglês a chegar à final e o segundo time da história a chegar às finais das três competições europeia após o FC Barcelona, essa final foi o clímax dos anos gloriosos da equipe criada por Don Revie. Entre as estrelas da equipe estavam os internacionais escoceses Billy Bremner e Peter Lorimer.
O Leeds United também teve uma baixa temporada no seu país. A equipe experiente, mas agora envelhecida, terminou apenas em 9º lugar na liga. Esta seria a última aparição do clube em uma grande final de Copa até a Copa da Liga em 1996.

## Chegando a Final
| Bayern de Munique | Bayern de Munique | Bayern de Munique | Bayern de Munique | Rodada           | Leeds United  | Leeds United | Leeds United | Leeds United |
| ----------------- | ----------------- | ----------------- | ----------------- | ---------------- | ------------- | ------------ | ------------ | ------------ |
| Oponente          | Agg.              | Ida               | Volta             |                  | Oponente      | Agg.         | Ida          | Volta        |
| Bye               | Bye               | Bye               | Bye               | Primeira Rodada  | Zürich        | 5–3          | 4–1 (C)      | 1–2 (F)      |
| Magdeburg         | 5–3               | 3–2 (C)           | 2–1 (F)           | Segunda Rodada   | Újpesti Dózsa | 5–1          | 2–1 (F)      | 3–0 (C)      |
| Ararat Yerevan    | 2–1               | 2–0 (C)           | 0–1 (F)           | Quartas-de-Final | Anderlecht    | 4–0          | 3–0 (C)      | 1–0 (F)      |
| Saint-Étienne     | 2–0               | 0–0 (F)           | 2–0 (C)           | Semi-Final       | Barcelona     | 3–2          | 2–1 (C)      | 1–1 (F)      |

## O Jogo

### Resumo
O Leeds dominou a maior parte do jogo e teve uma série de chances de marcar. Após três minutos,o zagueiro Björn Andersson, teve que ser substituído pelo inexperiente Sepp Weiss. O primeiro tempo também viu Uli Hoeneß, mais tarde presidente do Bayern, sofrer uma grave lesão no joelho no minuto 42 depois de uma falta do lateral-esquerdo Frank Gray. Ele foi substituído pelo alemão Klaus Wunder.
No minuto 62, Billy Bremner perdeu uma chance cinco metros a frente gol por causa de uma defesa do goleiro Bayern, Sepp Maier. Menos de um minuto depois, Peter Lorimer fez um gol que foi anulado pois Bremner estava impedido no lance. 
Roth terminou um contra-ataque no minuto 71 fazendo o gol que abriu o placar para o Bayern. 10 minutos depois, outro contra-ataque levou a um segundo gol do Bayern através de Gerd Müller depois de um cruzamento do lado direito por Jupp Kapellmann.

### Detalhes
| 28 de Maio de 1975 | Bayern de Munique     | 2 – 0 | Leeds United | Parc des Princes, Paris                    |
|                    | Roth 71' · Müller 81' |       |              | Público: 48,374 Árbitro: Michel Kitabdjian |

| Bayern Munich | Leeds United |

|                |    |                          |     |     |
|                |    |                          |     |     |
| GK             | 1  | Sepp Maier               |     |     |
| DF             | 2  | Björn Andersson          |     | 4'  |
| DF             | 3  | Bernd Dürnberger         |     |     |
| DF             | 4  | Hans-Georg Schwarzenbeck | 20' |     |
| SW             | 5  | Franz Beckenbauer (c)    |     |     |
| MF             | 6  | Franz Roth               |     |     |
| FW             | 7  | Conny Torstensson        |     |     |
| MF             | 8  | Rainer Zobel             |     |     |
| FW             | 9  | Gerd Müller              |     |     |
| FW             | 10 | Uli Hoeneß               |     | 42' |
| MF             | 11 | Jupp Kapellmann          |     |     |
| Substitutes:   |    |                          |     |     |
| FW             | 12 | Klaus Wunder             |     | 42' |
| MF             | 13 | Sepp Weiß                |     | 4'  |
| Manager:       |    |                          |     |     |
| Dettmar Cramer |    |                          |     |     |

|                |    |                   |     |     |
|                |    |                   |     |     |
| GK             | 1  | David Stewart     |     |     |
| DF             | 2  | Paul Reaney       | 7'  |     |
| DF             | 3  | Frank Gray        |     |     |
| MF             | 4  | Billy Bremner (c) |     |     |
| DF             | 5  | Paul Madeley      |     |     |
| DF             | 6  | Norman Hunter     | 83' |     |
| MF             | 7  | Peter Lorimer     |     |     |
| FW             | 8  | Allan Clarke      |     |     |
| FW             | 9  | Joe Jordan        |     |     |
| MF             | 10 | Johnny Giles      |     |     |
| MF             | 11 | Terry Yorath      |     | 80' |
| Substitutes:   |    |                   |     |     |
| MF             | 15 | Eddie Gray        |     | 80' |
| Manager:       |    |                   |     |     |
| Jimmy Armfield |    |                   |     |     |

### Depois
Apesar do Leeds agora jogar na segunda divisão do futebol inglês, a controvérsia em torno da final ainda se manifesta no canto da torcida "Nós somos os Campeões, Campeões da Europa". O Bayern continuaria a ser um dos principais clubes da Europa e também ganharia o campeonato em 1976, completando um tricampeonato, mas teria que esperar até 2001 pelo seu quarto título. 
A aparição de um clube inglês na final apenas pela segunda vez acabaria por preceder um período de dominância dos clubes da Inglaterra na Liga dos Campeões: o Liverpool em 1977, 1978, 1981 e 1984, o Nottingham Forest em 1979 e 1980 e o Aston Villa em 1982. 